# Chigwell
Chigwell is een civil parish in het bestuurlijke gebied Epping Forest, in het Engelse graafschap Essex. De plaats telt 12.987 inwoners.

## Geboren
- Michael Bonallack (1934-2023), golfer
- Vicki Michelle (14 december 1950), actrice
- Sally Gunnell (29 juli 1966), hordeloopster

## Galerij

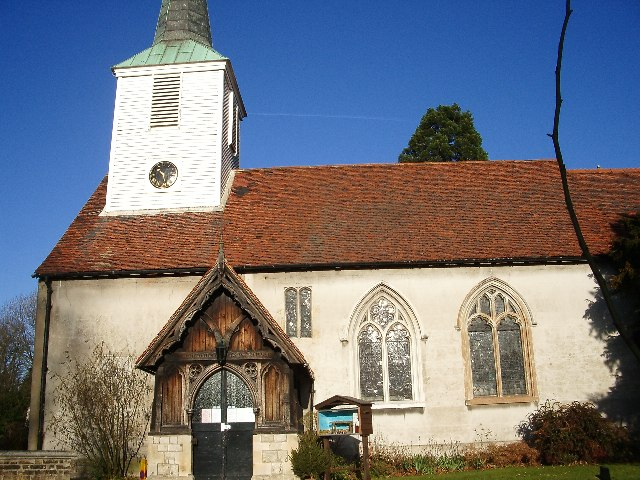
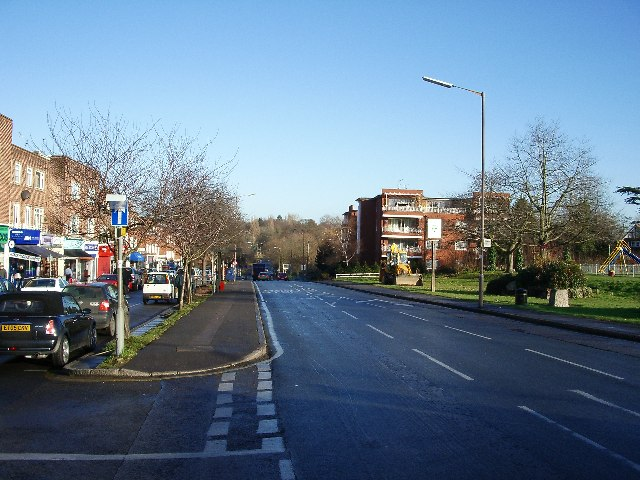